# Will Kesseler
Will Kesseler (Mersch, 17 d'agost de 1899 - Ciutat de Luxemburg, 24 de setembre de 1983) va ser un pintor luxemburguès, considerat com un dels millors coloristes de la nació.
Després d'haver-se dedicat a l'ensenyament de l'art, va deixar el país per anar a l'ex Congo Belga i el Txad, on va treballar com a gerent de projectes per a diverses empreses de la construcció del ferrocarril. Aquests períodes a l'estranger van influir profundament la seva molt variada producció artística, que va incloure en tota la seva vida, flors, paisatges del Congo i de Luxemburg, figures, nus i obra abstracta.
Després dels seus inicis acadèmics, l'artista, qui en dues ocasions va rebre el Prix Grand-Duc Adolphe (1946 i 1950), va tornar el 1951 a la pintura abstracta. Els seus guaixos inspirats a l'Àfrica es caracteritzen, igual que les seves altres pintures, per extensions de colors sòlids, purs, vigorosos, intensos i lluminosos amb forts contrasts audaços de groc, blau, vermell i per damunt de tots els verds que dominen. Formes geomètriques, corbes i ondulades harmoniosament dinàmiques creuen o se superposen, donant indicis figuratius familiars de vegetació tropical.